# كيفن أغوديلو
كيفن أغوديلو (بالإسبانية: Kevin Agudelo)‏ هو لاعب كرة قدم كولومبي في مركز الوسط، ولد في 14 نوفمبر 1998 في Puerto Caicedo ‏ في كولومبيا يلعب في نادي الوحدة الإماراتي معار من نادي النصر الإماراتي . لعب مع أتليتيكو هويلا وفيورنتينا ونادي جنوى.

## وصلات خارجية
- كيفن أغوديلو على موقع قاعدة بيانات كرة القدم.إي يو (الإنجليزية)
- كيفن أغوديلو على موقع Soccerway.com (الإنجليزية)